# 欧里亚
欧里亚（法語：Auriat，法語發音：[oʁja]）是法国克勒兹省的一个市镇，属于盖雷区。

## 地理
欧里亚（45°52'24"N, 1°38'40"E）面积21.66 平方千米，位于法国新阿基坦大区克勒兹省，该省份为法国中部省份，位于法國中央高原西北部，北起安德尔省和谢尔省，西接维埃纳省，南至科雷兹省，东临多姆山省，东北与阿列省接壤。
与欧里亚接壤的市镇（或旧市镇、城区）包括：圣莫雷伊、圣普里耶斯帕吕、尚内特里、谢苏、穆瓦萨讷、维日河畔索维亚。

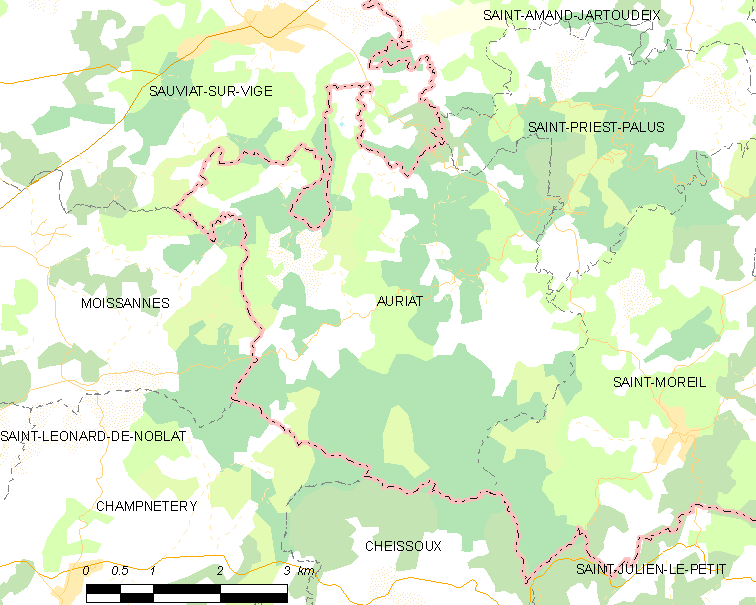
欧里亚的OSM定位图

欧里亚的时区为UTC+01:00、UTC+02:00（夏令时）。

## 行政
欧里亚的邮政编码为23400，INSEE市镇编码为23012。

## 政治
欧里亚所属的省级选区为布尔加讷夫县。

## 人口

1962-2008年间欧里亚人口变化图示

欧里亚于2022年1月1日时的人口数量为116人。